# WTA-toernooi van Filderstadt/Stuttgart
Het WTA-toernooi van Filderstadt/Stuttgart is een jaarlijks terugkerend tennistoernooi voor vrouwen dat sinds 2006 wordt georganiseerd in de Duitse stad Stuttgart. De officiële naam van het toernooi is Porsche Tennis Grand Prix.
De WTA organiseert het toernooi, dat in de categorie "Premier" c.q. WTA 500 valt en wordt gespeeld op overdekte gravelbanen.
Achtentwintig keer (1978–2005) is dit toernooi in de grote randgemeente Filderstadt gehouden.
Sinds 2009 wordt niet meer op hardcourt gespeeld maar op gravel, omdat het toernooi wordt beschouwd als voorbereiding op Roland Garros, het enige grandslamtoernooi op gravel, in de maand mei.

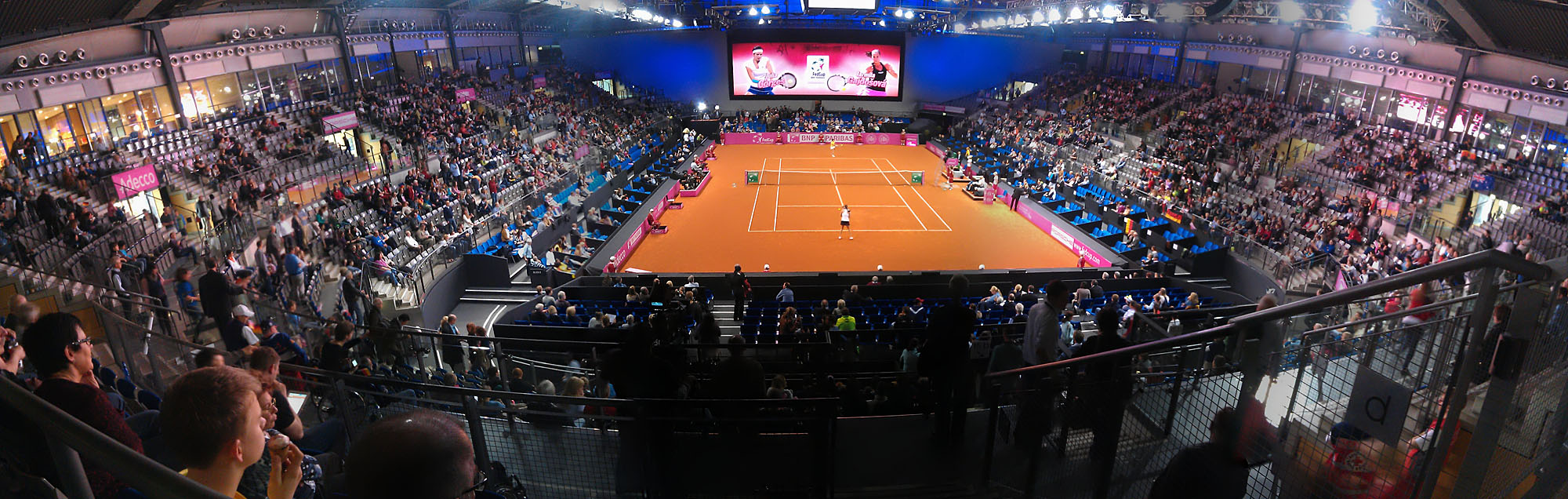
Porsche-Arena

## Meervoudig winnaressen enkelspel
| speelster           | aantal titels | in de jaren                 |
| ------------------- | ------------- | --------------------------- |
| Martina Navrátilová | 6             | 1982, 1983, 1986–1988, 1992 |
| Tracy Austin        | 4             | 1978–1981                   |
| Martina Hingis      | 4             | 1996, 1997, 1999, 2000      |
| Lindsay Davenport   | 3             | 2001, 2004, 2005            |
| Maria Sjarapova     | 3             | 2012–2014                   |
| Anke Huber          | 2             | 1991, 1994                  |
| Kim Clijsters       | 2             | 2002, 2003                  |
| Justine Henin       | 2             | 2007, 2010                  |
| Angelique Kerber    | 2             | 2015, 2016                  |
| Iga Świątek         | 2             | 2022, 2023                  |

## Finales

### Enkelspel
| Datum      | Naam                                       | Cat.                                       | ($)                                        | Ondergrond                                 | Winnares                                   | Verliezend finaliste                       | Uitslag                                    |                                            |
| ---------- | ------------------------------------------ | ------------------------------------------ | ------------------------------------------ | ------------------------------------------ | ------------------------------------------ | ------------------------------------------ | ------------------------------------------ | ------------------------------------------ |
| 1978-10-23 | Porsche Classic (F)                        |                                            | 35.000                                     | tapijt, binnen                             | Tracy Austin                               | Betty Stöve                                | 6-3, 6-3                                   | details                                    |
| 1979-11-05 | Porsche Grand Prix (F)                     |                                            | 100.000                                    | hardcourt, binnen                          | Tracy Austin                               | Martina Navrátilová                        | 6-2, 6-0                                   | details                                    |
| 1980-11-03 | Porsche Grand Prix (F)                     |                                            | 125.000                                    | hardcourt, binnen                          | Tracy Austin                               | Sherry Acker                               | 6-2, 7-5                                   | details                                    |
| 1981-10-26 | Porsche Tennis GP (F)                      |                                            | 125.000                                    | hardcourt, binnen                          | Tracy Austin                               | Martina Navrátilová                        | 4-6, 6-3, 6-4                              | details                                    |
| 1982-10-18 | Porsche Grand Prix (F)                     |                                            | 150.000                                    | hardcourt, binnen                          | Martina Navrátilová                        | Tracy Austin                               | 6-3, 6-3                                   | details                                    |
| 1983-10-24 | Porsche Grand Prix (F)                     |                                            | 150.000                                    | hardcourt, binnen                          | Martina Navrátilová                        | Catherine Tanvier                          | 6-1, 6-2                                   | details                                    |
| 1984-10-15 | Porsche Grand Prix (F)                     |                                            | 150.000                                    | hardcourt, binnen                          | Catarina Lindqvist                         | Steffi Graf                                | 6-1, 6-4                                   | details                                    |
| 1985-10-14 | Porsche Classic (F)                        |                                            | 175.000                                    | hardcourt, binnen                          | Pam Shriver                                | Catarina Lindqvist                         | 6-1, 7-5                                   | details                                    |
| 1986-10-13 | Porsche Grand Prix (F)                     |                                            | 175.000                                    | hardcourt, binnen                          | Martina Navrátilová                        | Hana Mandlíková                            | 6-2, 6-3                                   | details                                    |
| 1987-10-12 | Porsche Tennis GP (F)                      |                                            | 175.000                                    | hardcourt, binnen                          | Martina Navrátilová                        | Chris Evert                                | 7-5, 6-1                                   | details                                    |
| 1988-10-10 | Porsche Grand Prix (F)                     | Tier III                                   | 250.000                                    | hardcourt, binnen                          | Martina Navrátilová                        | Chris Evert                                | 6-2, 6-3                                   | details                                    |
| 1989-10-09 | Porsche Grand Prix (F)                     | Tier III                                   | 250.000                                    | hardcourt, binnen                          | Gabriela Sabatini                          | Mary Joe Fernandez                         | 7-6, 6-4                                   | details                                    |
| 1990-10-15 | Porsche Tennis GP (F)                      | Tier II                                    | 350.000                                    | hardcourt, binnen                          | Mary Joe Fernandez                         | Barbara Paulus                             | 6-1, 6-3                                   | details                                    |
| 1991-10-14 | Porsche Tennis GP (F)                      | Tier II                                    | 350.000                                    | hardcourt, binnen                          | Anke Huber                                 | Martina Navrátilová                        | 2-6, 6-2, 7-6                              | details                                    |
| 1992-10-12 | Porsche Tennis GP (F)                      | Tier II                                    | 350.000                                    | hardcourt, binnen                          | Martina Navrátilová                        | Gabriela Sabatini                          | 7-6, 6-3                                   | details                                    |
| 1993-10-11 | Porsche Tennis GP (F)                      | Tier II                                    | 375.000                                    | hardcourt, binnen                          | Mary Pierce                                | Natallja Zverava                           | 6-3, 6-3                                   | details                                    |
| 1994-10-10 | Porsche Tennis GP (F)                      | Tier II                                    | 400.000                                    | hardcourt, binnen                          | Anke Huber                                 | Mary Pierce                                | 6-4, 6-2                                   | details                                    |
| 1995-10-09 | Porsche Tennis GP (F)                      | Tier II                                    | 430.000                                    | hardcourt, binnen                          | Iva Majoli                                 | Gabriela Sabatini                          | 6-4, 7-6                                   | details                                    |
| 1996-10-07 | Porsche Tennis GP (F)                      | Tier II                                    | 450.000                                    | hardcourt, binnen                          | Martina Hingis                             | Anke Huber                                 | 6-2, 3-6, 6-3                              | details                                    |
| 1997-10-06 | Porsche Tennis GP (F)                      | Tier II                                    | 450.000                                    | hardcourt, binnen                          | Martina Hingis                             | Lisa Raymond                               | 6-4, 6-2                                   | details                                    |
| 1998-10-05 | Porsche Tennis GP (F)                      | Tier II                                    | 450.000                                    | hardcourt, binnen                          | Sandrine Testud                            | Lindsay Davenport                          | 7-5, 6-3                                   | details                                    |
| 1999-10-04 | Porsche Tennis GP (F)                      | Tier II                                    | 520.000                                    | hardcourt, binnen                          | Martina Hingis                             | Mary Pierce                                | 6-4, 6-1                                   | details                                    |
| 2000-10-02 | Porsche Tennis GP (F)                      | Tier II                                    | 535.000                                    | hardcourt, binnen                          | Martina Hingis                             | Kim Clijsters                              | 6-0, 6-3                                   | details                                    |
| 2001-10-08 | Porsche Tennis GP (F)                      | Tier II                                    | 565.000                                    | hardcourt, binnen                          | Lindsay Davenport                          | Justine Henin                              | 7-5, 6-4                                   | details                                    |
| 2002-10-07 | Porsche Grand Prix (F)                     | Tier II                                    | 625.000                                    | hardcourt, binnen                          | Kim Clijsters                              | Daniela Hantuchová                         | 4-6, 6-3, 6-4                              | details                                    |
| 2003-10-06 | Porsche Tennis GP (F)                      | Tier II                                    | 650.000                                    | hardcourt, binnen                          | Kim Clijsters                              | Justine Henin                              | 5-7, 6-4, 6-2                              | details                                    |
| 2004-10-04 | Porsche Tennis GP (F)                      | Tier II                                    | 650.000                                    | hardcourt, binnen                          | Lindsay Davenport                          | Amélie Mauresmo                            | 6-2, opg.                                  | details                                    |
| 2005-10-03 | Porsche Tennis GP (F)                      | Tier II                                    | 650.000                                    | hardcourt, binnen                          | Lindsay Davenport                          | Amélie Mauresmo                            | 6-2, 6-4                                   | details                                    |
| 2006-10-02 | Porsche Tennis GP (S)                      | Tier II                                    | 650.000                                    | hardcourt, binnen                          | Nadja Petrova                              | Tatiana Golovin                            | 6-3, 7-6                                   | details                                    |
| 2007-10-01 | Porsche Tennis GP (S)                      | Tier II                                    | 650.000                                    | hardcourt, binnen                          | Justine Henin                              | Tatiana Golovin                            | 2-6, 6-2, 6-1                              | details                                    |
| 2008-09-29 | Porsche Tennis GP (S)                      | Tier II                                    | 650.000                                    | hardcourt, binnen                          | Jelena Janković                            | Nadja Petrova                              | 6-4, 6-3                                   | details                                    |
| 2009-04-27 | Porsche Tennis GP (S)                      | Premier                                    | 700.000                                    | gravel, binnen                             | Svetlana Koeznetsova                       | Dinara Safina                              | 6-4, 6-3                                   | details                                    |
| 2010-04-26 | Porsche Tennis GP (S)                      | Premier                                    | 700.000                                    | gravel, binnen                             | Justine Henin                              | Samantha Stosur                            | 6-4, 2-6, 6-1                              | details                                    |
| 2011-04-18 | Porsche Tennis GP (S)                      | Premier                                    | 721.000                                    | gravel, binnen                             | Julia Görges                               | Caroline Wozniacki                         | 7-6, 6-3                                   | details                                    |
| 2012-04-23 | Porsche Tennis GP (S)                      | Premier                                    | 740.000                                    | gravel, binnen                             | Maria Sjarapova                            | Viktoryja Azarenka                         | 6-1, 6-4                                   | details                                    |
| 2013-04-22 | Porsche Tennis GP (S)                      | Premier                                    | 794.000                                    | gravel, binnen                             | Maria Sjarapova                            | Li Na                                      | 6-4, 6-3                                   | details                                    |
| 2014-04-21 | Porsche Tennis GP (S)                      | Premier                                    | 710.000                                    | gravel, binnen                             | Maria Sjarapova                            | Ana Ivanović                               | 3-6, 6-4, 6-1                              | details                                    |
| 2015-04-20 | Porsche Tennis GP (S)                      | Premier                                    | 731.000                                    | gravel, binnen                             | Angelique Kerber                           | Caroline Wozniacki                         | 3-6, 6-1, 7-5                              | details                                    |
| 2016-04-18 | Porsche Tennis GP (S)                      | Premier                                    | 759.000                                    | gravel, binnen                             | Angelique Kerber                           | Laura Siegemund                            | 6-4, 6-0                                   | details                                    |
| 2017-04-24 | Porsche Tennis GP (S)                      | Premier                                    | 776.000                                    | gravel, binnen                             | Laura Siegemund                            | Kristina Mladenovic                        | 6-1, 2-6, 7-6                              | details                                    |
| 2018-04-23 | Porsche Tennis GP (S)                      | Premier                                    | 816.000                                    | gravel, binnen                             | Karolína Plíšková                          | Coco Vandeweghe                            | 7-6, 6-4                                   | details                                    |
| 2019-04-22 | Porsche Tennis GP (S)                      | Premier                                    | 886.077                                    | gravel, binnen                             | Petra Kvitová                              | Anett Kontaveit                            | 6-3, 7-6                                   | details                                    |
| 2020       | toernooi geannuleerd wegens coronapandemie | toernooi geannuleerd wegens coronapandemie | toernooi geannuleerd wegens coronapandemie | toernooi geannuleerd wegens coronapandemie | toernooi geannuleerd wegens coronapandemie | toernooi geannuleerd wegens coronapandemie | toernooi geannuleerd wegens coronapandemie | toernooi geannuleerd wegens coronapandemie |
| 2021-04-19 | Porsche Tennis GP (S)                      | WTA 500                                    | 565.530                                    | gravel, binnen                             | Ashleigh Barty                             | Aryna Sabalenka                            | 3-6, 6-0, 6-3                              | details                                    |
| 2022-04-18 | Porsche Tennis GP (S)                      | WTA 500                                    | 757.900                                    | gravel, binnen                             | Iga Świątek                                | Aryna Sabalenka                            | 6-2, 6-2                                   | details                                    |
| 2023-04-17 | Porsche Tennis GP (S)                      | WTA 500                                    | 780.637                                    | gravel, binnen                             | Iga Świątek                                | Aryna Sabalenka                            | 6-3, 6-4                                   | details                                    |
| 2024-04-15 | Porsche Tennis GP (S)                      | WTA 500                                    | 922.573                                    | gravel, binnen                             | Jelena Rybakina                            | Marta Kostjoek                             | 6-2, 6-2                                   | details                                    |
| 2025-04-14 | Porsche Tennis GP (S)                      | WTA 500                                    | 1.064.510                                  | gravel, binnen                             | Jeļena Ostapenko                           | Aryna Sabalenka                            | 6-4, 6-1                                   | details                                    |

* (F) = Filderstadt, {S) = Stuttgart

### Dubbelspel
| Datum      | Naam                                       | Cat.                                       | ($)                                        | Ondergrond                                 | Winnaressen                                | Verliezend finalistes                      | Uitslag                                    |                                            |
| ---------- | ------------------------------------------ | ------------------------------------------ | ------------------------------------------ | ------------------------------------------ | ------------------------------------------ | ------------------------------------------ | ------------------------------------------ | ------------------------------------------ |
| 1978-10-23 | Porsche Classic (F)                        |                                            | 35.000                                     | tapijt, binnen                             | Tracy Austin Betty Stöve                   | Mima Jaušovec Virginia Ruzici              | 6-3, 6-2                                   | details                                    |
| 1979-11-05 | Porsche Grand Prix (F)                     |                                            | 100.000                                    | hardcourt, binnen                          | Billie Jean King Martina Navrátilová       | Betty Stöve Wendy Turnbull                 | 6-3, 6-3                                   | details                                    |
| 1980-11-03 | Porsche Grand Prix (F)                     |                                            | 125.000                                    | hardcourt, binnen                          | Hana Mandlíková Betty Stöve                | Kathy Jordan Anne Smith                    | 6-4, 7-5                                   | details                                    |
| 1981-10-26 | Porsche Tennis GP (F)                      |                                            | 125.000                                    | hardcourt, binnen                          | Mima Jaušovec Martina Navrátilová          | Barbara Potter Anne Smith                  | 6-4, 6-1                                   | details                                    |
| 1982-10-18 | Porsche Grand Prix (F)                     |                                            | 150.000                                    | hardcourt, binnen                          | Martina Navrátilová Pam Shriver            | Candy Reynolds Anne Smith                  | 6-2, 6-3                                   | details                                    |
| 1983-10-24 | Porsche Grand Prix (F)                     |                                            | 150.000                                    | hardcourt, binnen                          | Martina Navrátilová Candy Reynolds         | Virginia Ruzici Catherine Tanvier          | 6-2, 6-1                                   | details                                    |
| 1984-10-15 | Porsche Grand Prix (F)                     |                                            | 150.000                                    | hardcourt, binnen                          | Claudia Kohde-Kilsch Helena Suková         | Bettina Bunge Eva Pfaff                    | 6-2, 4-6, 6-3                              | details                                    |
| 1985-10-14 | Porsche Classic (F)                        |                                            | 175.000                                    | hardcourt, binnen                          | Hana Mandlíková Pam Shriver                | Carina Karlsson Tine Scheuer-Larsen        | 6-2, 6-1                                   | details                                    |
| 1986-10-13 | Porsche Grand Prix (F)                     |                                            | 175.000                                    | hardcourt, binnen                          | Martina Navrátilová Pam Shriver            | Zina Garrison Gabriela Sabatini            | 7-6, 6-4                                   | details                                    |
| 1987-10-12 | Porsche Tennis GP (F)                      |                                            | 175.000                                    | hardcourt, binnen                          | Martina Navrátilová Pam Shriver            | Zina Garrison Lori McNeil                  | 6-1, 6-2                                   | details                                    |
| 1988-10-10 | Porsche Grand Prix (F)                     | Tier III                                   | 250.000                                    | hardcourt, binnen                          | Iwona Kuczyńska Martina Navrátilová        | Raffaella Reggi Elna Reinach               | 6-1, 6-4                                   | details                                    |
| 1989-10-09 | Porsche Grand Prix (F)                     | Tier III                                   | 250.000                                    | hardcourt, binnen                          | Gigi Fernández Robin White                 | Raffaella Reggi Elna Reinach               | 6-4, 7-6                                   | details                                    |
| 1990-10-15 | Porsche Tennis GP (F)                      | Tier II                                    | 350.000                                    | hardcourt, binnen                          | Mary Joe Fernandez Zina Garrison           | Mercedes Paz Arantxa Sánchez               | 7-5, 6-3                                   | details                                    |
| 1991-10-14 | Porsche Tennis GP (F)                      | Tier II                                    | 350.000                                    | hardcourt, binnen                          | Martina Navrátilová Jana Novotná           | Pam Shriver Natallja Zverava               | 6-2, 5-7, 6-4                              | details                                    |
| 1992-10-12 | Porsche Tennis GP (F)                      | Tier II                                    | 350.000                                    | hardcourt, binnen                          | Arantxa Sánchez Helena Suková              | Pam Shriver Natallja Zverava               | 6-4, 7-5                                   | details                                    |
| 1993-10-11 | Porsche Tennis GP (F)                      | Tier II                                    | 375.000                                    | hardcourt, binnen                          | Gigi Fernández Natallja Zverava            | Patty Fendick Martina Navrátilová          | 7-6, 6-4                                   | details                                    |
| 1994-10-10 | Porsche Tennis GP (F)                      | Tier II                                    | 400.000                                    | hardcourt, binnen                          | Gigi Fernández Natallja Zverava            | Manon Bollegraf Larisa Neiland             | 7-6, 6-4                                   | details                                    |
| 1995-10-09 | Porsche Tennis GP (F)                      | Tier II                                    | 430.000                                    | hardcourt, binnen                          | Gigi Fernández Natallja Zverava            | Meredith McGrath Larisa Neiland            | 5-7, 6-1, 6-4                              | details                                    |
| 1996-10-07 | Porsche Tennis GP (F)                      | Tier II                                    | 450.000                                    | hardcourt, binnen                          | Nicole Arendt Jana Novotná                 | Martina Hingis Helena Suková               | 6-2, 6-3                                   | details                                    |
| 1997-10-06 | Porsche Tennis GP (F)                      | Tier II                                    | 450.000                                    | hardcourt, binnen                          | Martina Hingis Arantxa Sánchez             | Lindsay Davenport Jana Novotná             | 7-6, 3-6, 7-6                              | details                                    |
| 1998-10-05 | Porsche Tennis GP (F)                      | Tier II                                    | 450.000                                    | hardcourt, binnen                          | Lindsay Davenport Natallja Zverava         | Anna Koernikova Arantxa Sánchez            | 6-4, 6-2                                   | details                                    |
| 1999-10-04 | Porsche Tennis GP (F)                      | Tier II                                    | 520.000                                    | hardcourt, binnen                          | Chanda Rubin Sandrine Testud               | Larisa Neiland Arantxa Sánchez             | 6-3, 6-4                                   | details                                    |
| 2000-10-02 | Porsche Tennis GP (F)                      | Tier II                                    | 535.000                                    | hardcourt, binnen                          | Martina Hingis Anna Koernikova             | Arantxa Sánchez Barbara Schett             | 6-4, 6-2                                   | details                                    |
| 2001-10-08 | Porsche Tennis GP (F)                      | Tier II                                    | 565.000                                    | hardcourt, binnen                          | Lindsay Davenport Lisa Raymond             | Justine Henin Meghann Shaughnessy          | 6-4, 6-7, 7-5                              | details                                    |
| 2002-10-07 | Porsche Grand Prix (F)                     | Tier II                                    | 625.000                                    | hardcourt, binnen                          | Lindsay Davenport Lisa Raymond             | Meghann Shaughnessy Paola Suárez           | 6-2, 6-4                                   | details                                    |
| 2003-10-06 | Porsche Tennis GP (F)                      | Tier II                                    | 650.000                                    | hardcourt, binnen                          | Lisa Raymond Rennae Stubbs                 | Cara Black Martina Navrátilová             | 6-2, 6-4                                   | details                                    |
| 2004-10-04 | Porsche Tennis GP (F)                      | Tier II                                    | 650.000                                    | hardcourt, binnen                          | Cara Black Rennae Stubbs                   | Anna-Lena Grönefeld Julia Schruff          | 6-3, 6-2                                   | details                                    |
| 2005-10-03 | Porsche Tennis GP (F)                      | Tier II                                    | 650.000                                    | hardcourt, binnen                          | Daniela Hantuchová Anastasia Myskina       | Květa Peschke Francesca Schiavone          | 6-0, 3-6, 7-5                              | details                                    |
| 2006-10-02 | Porsche Tennis GP (S)                      | Tier II                                    | 650.000                                    | hardcourt, binnen                          | Lisa Raymond Samantha Stosur               | Cara Black Rennae Stubbs                   | 6-3, 6-4                                   | details                                    |
| 2007-10-01 | Porsche Tennis GP (S)                      | Tier II                                    | 650.000                                    | hardcourt, binnen                          | Květa Peschke Rennae Stubbs                | Chan Yung-jan Dinara Safina                | 6-7, 7-6, [10-2]                           | details                                    |
| 2008-09-29 | Porsche Tennis GP (S)                      | Tier II                                    | 650.000                                    | hardcourt, binnen                          | Anna-Lena Grönefeld Patty Schnyder         | Květa Peschke Rennae Stubbs                | 6-2, 6-4                                   | details                                    |
| 2009-04-27 | Porsche Tennis GP (S)                      | Premier                                    | 700.000                                    | gravel, binnen                             | Bethanie Mattek-Sands Nadja Petrova        | Gisela Dulko Flavia Pennetta               | 5-7, 6-3, [10-7]                           | details                                    |
| 2010-04-26 | Porsche Tennis GP (S)                      | Premier                                    | 700.000                                    | gravel, binnen                             | Gisela Dulko Flavia Pennetta               | Květa Peschke Katarina Srebotnik           | 3-6, 7-6, [10-5]                           | details                                    |
| 2011-04-18 | Porsche Tennis GP (S)                      | Premier                                    | 721.000                                    | gravel, binnen                             | Sabine Lisicki Samantha Stosur             | Kristina Barrois Jasmin Wöhr               | 6-1, 7-6                                   | details                                    |
| 2012-04-23 | Porsche Tennis GP (S)                      | Premier                                    | 740.000                                    | gravel, binnen                             | Iveta Benešová B Záhlavová-Strýcová        | Julia Görges Anna-Lena Grönefeld           | 6-4, 7-5                                   | details                                    |
| 2013-04-22 | Porsche Tennis GP (S)                      | Premier                                    | 794.000                                    | gravel, binnen                             | Mona Barthel Sabine Lisicki                | Bethanie Mattek-Sands Sania Mirza          | 6-4, 7-5                                   | details                                    |
| 2014-04-21 | Porsche Tennis GP (S)                      | Premier                                    | 710.000                                    | gravel, binnen                             | Sara Errani Roberta Vinci                  | Cara Black Sania Mirza                     | 6-2, 6-3                                   | details                                    |
| 2015-04-20 | Porsche Tennis GP (S)                      | Premier                                    | 731.000                                    | gravel, binnen                             | Bethanie Mattek-Sands Lucie Šafářová       | Caroline Garcia Katarina Srebotnik         | 6-4, 6-3                                   | details                                    |
| 2016-04-18 | Porsche Tennis GP (S)                      | Premier                                    | 759.000                                    | gravel, binnen                             | Caroline Garcia Kristina Mladenovic        | Martina Hingis Sania Mirza                 | 2-6, 6-1, [10-6]                           | details                                    |
| 2017-04-24 | Porsche Tennis GP (S)                      | Premier                                    | 776.000                                    | gravel, binnen                             | Raquel Atawo Jeļena Ostapenko              | Abigail Spears Katarina Srebotnik          | 6-4, 6-4                                   | details                                    |
| 2018-04-23 | Porsche Tennis GP (S)                      | Premier                                    | 816.000                                    | gravel, binnen                             | Raquel Atawo Anna-Lena Grönefeld           | Nicole Melichar Květa Peschke              | 6-4, 6-7, [10-5]                           | details                                    |
| 2019-04-22 | Porsche Tennis GP (S)                      | Premier                                    | 886.077                                    | gravel, binnen                             | Mona Barthel Anna-Lena Friedsam            | Anastasija Pavljoetsjenkova Lucie Šafářová | 2-6, 6-3, [10-6]                           | details                                    |
| 2020       | toernooi geannuleerd wegens coronapandemie | toernooi geannuleerd wegens coronapandemie | toernooi geannuleerd wegens coronapandemie | toernooi geannuleerd wegens coronapandemie | toernooi geannuleerd wegens coronapandemie | toernooi geannuleerd wegens coronapandemie | toernooi geannuleerd wegens coronapandemie | toernooi geannuleerd wegens coronapandemie |
| 2021-04-19 | Porsche Tennis GP (S)                      | WTA 500                                    | 565.530                                    | gravel, binnen                             | Ashleigh Barty Jennifer Brady              | Desirae Krawczyk Bethanie Mattek-Sands     | 6-4, 5-7, [10-5]                           | details                                    |
| 2022-04-18 | Porsche Tennis GP (S)                      | WTA 500                                    | 757.900                                    | gravel, binnen                             | Desirae Krawczyk Demi Schuurs              | Cori Gauff Zhang Shuai                     | 6-3, 6-4                                   | details                                    |
| 2023-04-17 | Porsche Tennis GP (S)                      | WTA 500                                    | 780.637                                    | gravel, binnen                             | Desirae Krawczyk Demi Schuurs              | Nicole Melichar-Martinez Giuliana Olmos    | 6-4, 6-1                                   | details                                    |
| 2024-04-15 | Porsche Tennis GP (S)                      | WTA 500                                    | 922.573                                    | gravel, binnen                             | Chan Hao-ching Veronika Koedermetova       | Ulrikke Eikeri Ingrid Neel                 | 4-6, 6-3, [10-2]                           | details                                    |
| 2025-04-14 | Porsche Tennis GP (S)                      | WTA 500                                    | 1.064.510                                  | gravel, binnen                             | Gabriela Dabrowski Erin Routliffe          | Jekaterina Aleksandrova Zhang Shuai        | 6-3, 6-3                                   | details                                    |

* (F) = Filderstadt, {S) = Stuttgart